# Panthera leo melanochaitus
El león del Cabo o león negro (Panthera leo melanochaitus) es una subpoblación del león de África meridional ya extinta, que vivía en las llanuras herbáceas del Karoo, al suroeste de Sudáfrica. Suele culparse de su extinción a los colonizadores neerlandeses (bóeres). Sin embargo, los verdaderos responsables de su exterminio fueron los ingleses; cuando a principios del siglo XIX se apoderaron definitivamente de la colonia neerlandesa; y comenzaron a cazarlo indiscriminadamente por deporte y en represalia a sus ataques al ganado, hasta exterminarlo a mediados de la década de 1860.
La subespecie de El Cabo era la más grande de las que habitaban originalmente el actual territorio sudafricano (la otra, el león sudafricano, sobrevive en la actualidad). No existen registros sobre el peso real de estos leones, sin embargo se calcula que los machos más grandes pesaban hasta 250 kg. Las hembras eran algo más pequeñas, pero igual corpulentas, alcanzando probablemente los 150 kg de peso, al igual que las leonas de Sudáfrica actuales. Debido al clima más frío y seco, los leones de la provincia de El Cabo disponían de menos presas que los de otros lugares, por lo que eran menos abundantes y no formaban manadas, sino que llevaban una vida solitaria como depredadores oportunistas. Los machos tenían un denso crin negro que se prolongaba parcialmente por el vientre, de forma parecida a las de la subespecie asiática y sobre todo a la del Atlas o bereber. Sin embargo, podía diferenciarse fácilmente de esta por sus patas proporcionalmente más cortas y su crin más liso. Al igual que los pequeños de otros leones, las crías de esta subespecie nacían cubiertas de manchas que desaparecían con el desarrollo del animal. Este era más rápido de lo normal entre los leones, por lo que el crin comenzaba a crecer cuando los machos eran todavía muy jóvenes.

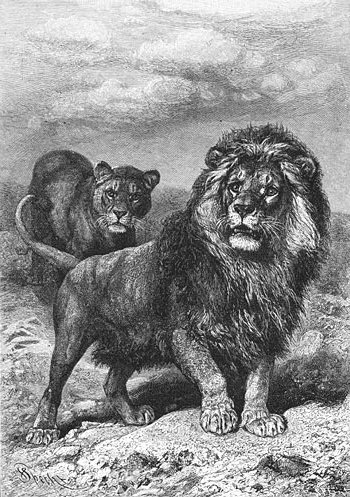
Pintura de 1927.

A la llegada de los primeros colonos en el siglo XVII, los leones atacaban prácticamente a cualquier cosa, fuese una cebra, un antílope o incluso una foca que estuviese descansando en la playa. Pronto vieron a los animales domésticos, y a sus dueños, como presas fáciles, sobre todo si se les atacaba de noche. Los relatos de esta época abundan en testimonios sobre grandes leones que llegaban a intentar escalar las empalizadas de los asentamientos europeos. Jan van Riebeeck, quien fundó Ciudad de El Cabo en 1652, tuvo que construir el Castillo de Buena Esperanza precisamente para evitar sus ataques. Hacia 1666, la primitiva estructura de madera comenzó a ser sustituida por otra de piedra que hiciese su defensa más eficaz.
El león del Cabo desapareció tan rápidamente tras el contacto con los europeos, que es poco probable que la destrucción de su hábitat sea un factor importante. La caza, tanto por deporte como para proteger los asentamientos y rebaños de los europeos neerlandeses e ingleses, fueron reduciendo la distribución de esta subespecie. El último león de la provincia de El Cabo fue abatido en 1858, extinguiéndose definitivamente la subespecie cuando un tal general Bisset dio caza en 1865 al último ejemplar del que se tiene registro, en Natal. También contribuyó a su extinción la paulatina eliminación por parte de los colonos europeos de las manadas de cebras, antílopes, búfalos y jirafas que constituían su fuente de alimento más importante.
Recientemente, el sudafricano John Spence emprendió una campaña con el fin de buscar posibles descendientes de leones del Cabo que hubiesen sido llevados a Europa y mantenidos en cautividad antes de que se extinguieran en la naturaleza. En 2001 creyó encontrarlos en una pequeña familia de leones que viven en el jardín zoológico de Novosibirsk, en plena Siberia. Nadie sabe cuál es el origen exacto de estos leones, pues llegaron al zoo tras ser abandonados por un circo. Gracias a las gestiones de Spence, dos cachorros de este grupo —inusualmente grandes para su edad, incluso comparándolos con otros del mismo zoo— fueron enviados al Tygerberg Zoo de Ciudad de El Cabo, con la esperanza de que pudieran ser criados.  Sin embargo, antes de que comenzara el programa de reproducción, Spence murió y el zoológico cerró.